# John Lumley
John Leask Lumley foi professor emérito, professor graduado de engenharia mecânica e engenharia aeroespacial na Universidade Cornell.
É reconhecido principalmente por pesquisas sobre turbulência.

## Carreira acadêmica
Lumley mestrou e se tornou doutor pela Universidade Johns Hopkins em 1954 e 1957, respectivamente. Ele começou sua carreira acadêmica na Universidade Estadual da Pensilvânia, quando se tornou Professor de Engenharia Aeroespacial.

## Livros
- Tennekes, H. and J. L. Lumley, A First Course in Turbulence, MIT Press, Cambridge, MA (1972).
- Holmes, P., J. L. Lumley, and G. Berkooz, Turbulence, Coherent Structures, Dynamical Systems and Symmetry, Cambridge University Press (1998). ISBN 978-0521634199
- Lumley, J. L., Engines: An Introduction, Cambridge University Press, (1999).
- Lumley, J. L., Still Life with Cars: An Automotive Memoir, McFarland, (2005).
- Lumley, J. L., Stochastic Tools in Turbulence, Dover Publications (2007). ISBN 978-0486462707
- Monin, A. S., A. M. Yaglom, and J. L. Lumley, Statistical Fluid Mechanics - vol 1: Mechanics of Turbulence, The MIT Press (1971). ISBN 978-0262130622